# Begonia fellereriana
Espèce
Synonymes
- Begonia parvipeltata var. bahiensis A.DC.[1]

Begonia fellereriana est une espèce de plantes de la famille des Begoniaceae.
L'espèce fait partie de la section Pritzelia.
Elle a été décrite en 1959 par Edgar Irmscher (1887-1968).

## Répartition géographique
Cette espèce est originaire du pays suivant : Brésil.